# Klaus Müller (Schauspieler)
Klaus Müller (* 11. Juni 1961 in Bad Hersfeld) ist ein deutscher Theaterschauspieler, Autor und Illustrator.

## Leben
Nach dem Abitur studierte Müller zuerst Katholische Theologie in Fulda und München, um anschließend an das Max-Reinhardt-Seminar in Wien (1988–1992) zum Studium des Schauspiels und der Regie zu wechseln.
Als Schauspielschüler debütierte er am Burgtheater. Danach folgten Engagements in Coburg, Halle und bei den Salzburger Festspielen.
Seit 1995 ist er im Verband des Theaters Augsburg.
Dort spielte er u. a. in Ibsens Peer Gynt und Büchners Woyzeck, „Marquis von Posa“ in Schillers Don Karlos, „Kreon“ in Sophokles’ König Ödipus, „Herr Puntila“ in Brechts Herr Puntila und sein Knecht Matti und „Dorfrichter Adam“ in Kleists Der zerbrochne Krug. 
2006 erhielt er für seine schauspielerischen Leistungen den Theaterpreis des Augsburg Journals.
2011 stellte er Jakob Fugger dar in der 2-teiligen Dokumentation für ZDF/arte und den WDR mit dem Titel "Die Fugger". Produziert wurde diese von  der Florianfilm GmbH.
Im Februar 2025 wurde er zum Bayrischen Kammerschauspieler ernannt.
Darüber arbeitet er als Illustrator und Cartoonist, seit 1984 veröffentlichte er in rund 50 Büchern.

## Rollen (Auswahl)
- 2014: Der Brandner Kaspar und das ewig’ Leben (als Alois Senftl)
- 2014: Die Banditen von Gerolstein (als General Bumm/Prinz von Spanien/Barbavano)
- 2014: Eine Sommernacht (als Bob, ein unauffälliger Kleinkrimineller)
- 2014: Sindbad der Seefahrer (als Seppl, ein Gefangener aus Bayern)
- 2015: Die Heilige Johanna der Schlachthöfe
- 2015: Eine Sommernacht (als Bob)
- 2015: Die lächerliche Finsternis, Regie: Michael von zur Mühlen
- 2015: Die Geierwally
- 2016: Ein Sommernachtstraum, Regie: Christoph Mehler
- 2017: Martin Luther & Thomas Münzer oder Die Einführung der Buchhaltung
- 2018: Das Ungeheuer; Regie: Nadine Schwitter; Theater Augsburg
- 2019: Der Sturm (als Prospero), Regie André Bücker; Staatstheater Augsburg
- 2025: Mord im Orientexpress
- Arsen und Spitzenhäubchen (als Dr. Einstein)
- Operation Big Week
- Die Geierwally (als Stromminger/Kurat von Heilig Kreuz)
- Der jüngste Tag (als Der Wirt)
- Oscar (als Pierre Barnier, ein Vater)